# Synotis
Synotis är ett släkte av korgblommiga växter. Synotis ingår i familjen korgblommiga växter.

## Dottertaxa tillSynotis, i alfabetisk ordning[1]
- Synotis acuminata
- Synotis ainsliifolia
- Synotis alata
- Synotis atractylidifolia
- Synotis auriculata
- Synotis austroyunnanensis
- Synotis bhot
- Synotis birmanica
- Synotis borii
- Synotis brevipappa
- Synotis calocephala
- Synotis cappa
- Synotis cavaleriei
- Synotis changiana
- Synotis cordifolia
- Synotis damiaoshanica
- Synotis duclouxii
- Synotis erythropappa
- Synotis fulvipes
- Synotis glomerata
- Synotis guizhouensis
- Synotis hieraciifolia
- Synotis ionodasys
- Synotis jowaiensis
- Synotis kunthiana
- Synotis longipes
- Synotis lucorum
- Synotis lushaensis
- Synotis muliensis
- Synotis nagensium
- Synotis nayongensis
- Synotis otophylla
- Synotis palmatisecta
- Synotis pseudoalata
- Synotis reniformis
- Synotis rufinervis
- Synotis saluenensis
- Synotis sciatrephes
- Synotis setchuanensis
- Synotis simonsii
- Synotis sinica
- Synotis solidaginea
- Synotis tetrantha
- Synotis triligulata
- Synotis vagans
- Synotis wallichii
- Synotis vaniotii
- Synotis xantholeuca
- Synotis yakoensis
- Synotis yui